# Cyclodomorphus
Cyclodomorphus is een geslacht van hagedissen uit de familie skinken (Scincidae). Er zijn negen soorten die endemisch voorkomen in delen van Australië.
Alle soorten hebben een bruinachtige kleur en een langwerpig lichaam. De poten zijn goed ontwikkeld; er komen geen pootloze soorten voor zoals het geval is bij enkele verwante groepen van skinken.
Veel soorten komen voor in droge gebieden. Het zijn bodembewoners die leven van insecten en andere kleine diertjes. Een deel van het menu bestaat uit planten.

## Naam en indeling
De wetenschappelijke naam van de groep werd voor het eerst voorgesteld door Leopold Fitzinger in 1843. Er worden tegenwoordig negen verschillende soorten erkend, inclusief drie soorten die in 1995 werden beschreven. In oudere literatuur zijn deze soorten nog niet opgenomen en wordt een lager soortenaantal vermeld.
Veel soorten werden eerder tot de blauwtongskinken (Tiliqua) of Lygosoma gerekend, Gerhard's blauwtongskink (Cyclodomorphus gerrardii) werd lange tijd aan het monotypische geslacht Hemisphaeriodon toegewezen. In de literatuur staan sommige soorten hierdoor onder verschillende namen bekend.

## Verspreiding en habitat

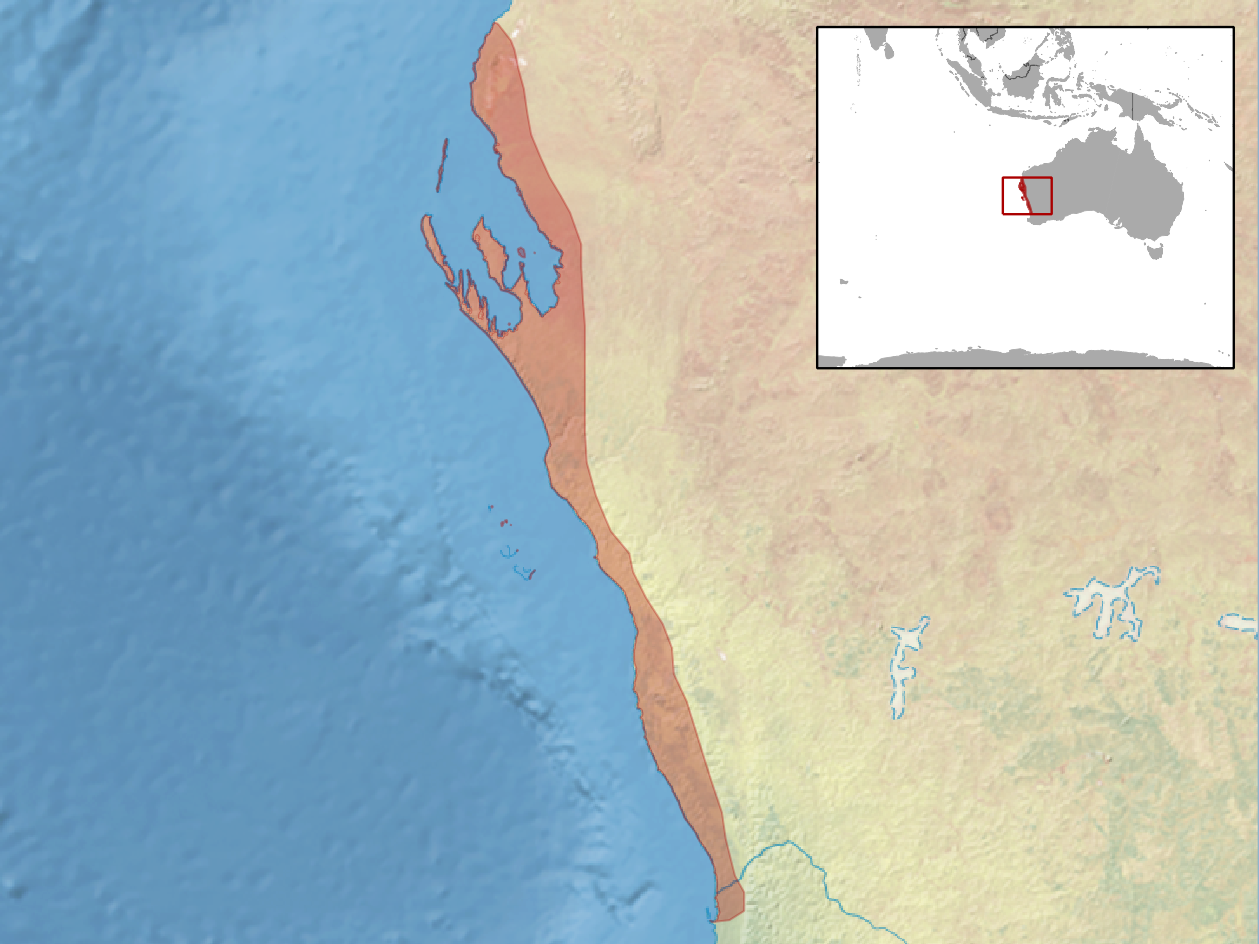
Verspreidingsgebied van Cyclodomorphus celatus in het rood.

Alle soorten komen voor in Australië en leven in de staten New South Wales, Noordelijk Territorium, Queensland, Tasmanië, Victoria, West-Australië en Zuid-Australië. Sommige soorten hebben een klein verspreidingsgebied en komen voor in een enkele staat, andere komen voor in een groot deel van Australië.
De habitat is zeer variabel, de meeste soorten leven in drogere zandstreken tot rotsige heuvels. Gerhard's blauwtongskink (Cyclodomorphus gerrardii) prefereert echte meer vochtige omgevingen. Deze laatste soort is ook de enige die vaak klimt, andere soorten zijn typische bodembewoners die jagen in de strooisellaag en schuilen onder stenen en houtblokken.
Door de internationale natuurbeschermingsorganisatie IUCN is aan drie van de negen soorten een beschermingsstatus toegewezen. Deze komen alle drie algemeen voor (Least Concern of LC).

## Uiterlijke kenmerken
De hagedissen bereiken een lichaamslengte zonder staart van ongeveer tien (Cyclodomorphus venustus) tot dertien (Cyclodomorphus melanops) centimeter, met uitschieters tot 20 cm.

### Kop

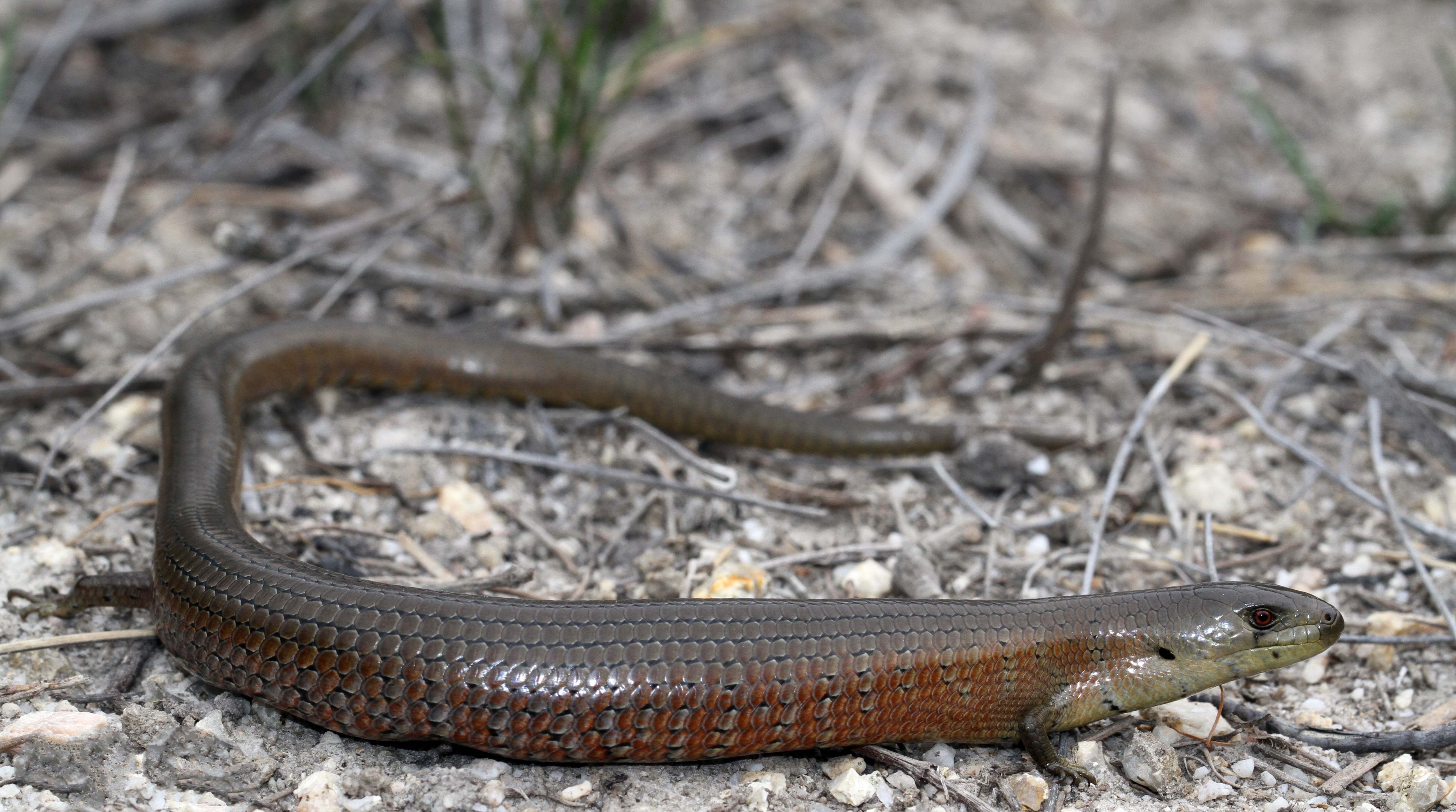
Cyclodomorphus michaeli, exemplaar uit Victoria.

De kop is meestal vrij smal en niet goed te onderscheiden van de nek. Gerhard's blauwtongskink is hierop een uitzondering want bij deze soort is de kop juist groot en breed en duidelijk afgesnoerd van het lichaam. De gehooropeningen hebben vaak kleine lobben aan de achterzijde. De oogleden zijn beweeglijk en hebben geen doorzichtig venster in het midden. Tussen de bovenlipschubben en het oog komen meestal geen suboculaire schubben voor.
Alle soorten hebben een blauwe kleur tong, zoals ook bekend is van de blauwtongskinken (geslacht Tiliqua). De verschillende soorten worden ook beschouwd als sterk verwant aan de blauwtongskinken. De enige uitzondering is Gerhard's blauwtongskink, bij deze soort hebben alleen de jongere dieren (juvenielen) een blauwe tong. Bij de subadulte exemplaren verdwijnt deze kleur en wordt de tong uiteindelijk roze.

### Lichaam en poten
De kleuren van de verschillende soorten zijn zeer variabel, zo komen vlektekeningen en dwarsbanden voor. Veel soorten hebben een egale bruine tot bruingele kleur. Van de soort Cyclodomorphus casuarinae is melanisme bekend, waarbij de lichaamskleur geheel diepzwart is. Jongere dieren hebben vaak een duidelijk afstekende lichaamstekening die vervaagt of geheel verdwijnt naarmate de dieren ouder worden.
De poten staan relatief ver uit elkaar in vergelijking met andere skinken. De poten zijn goed ontwikkeld en hebben altijd vijf vingers en tenen. De derde en vierde teen zijn ongeveer even lang; hieraan zijn de soorten van andere geslachten van skinken te onderscheiden waarbij de vierde teen duidelijk langer is.

### Staart
De staart is iets korter dan het lichaam. De verschillende soorten zijn te herkennen een het aantal schubbenrijen aan de onderzijde van de staart. Cyclodomorphus venustus bijvoorbeeld heeft 44 tot 54 schubben aan de onderzijde van de staart terwijl Cyclodomorphus melanops 58 tot 77 subcaudale schubben bezit. De staart kan worden afgeworpen bij bedreiging, dit wordt wel caudale autotomie genoemd.

## Levenswijze
Alle soorten leven van kleine dieren zoals insecten en andere ongewervelden. Ook plantendelen zoals vruchten worden gegeten. Gerhard's blauwtongskink heeft zich gespecialiseerd in slakken. Als de skinken worden verstoord steken ze hun vlezige tong uit, verondersteld wordt dat dit dient om slangen na te bootsen zodat vijanden uit de buurt blijven.
De vrouwtjes zijn eierlevendbarend; ze zetten geen eieren af maar brengen levende jongen ter wereld die direct zelfstandig zijn.

## Soorten
Het geslacht omvat de volgende soorten:
| Naam                       | Auteur                   | Verspreidingsgebied                                                                      |
| -------------------------- | ------------------------ | ---------------------------------------------------------------------------------------- |
| Cyclodomorphus branchialis | Günther, 1867            | Australië (Noordelijk Territorium, Queensland, Tasmanië, West-Australië, Zuid-Australië) |
| Cyclodomorphus casuarinae  | Duméril & Bibron, 1839   | Australië (New South Wales, Tasmanië, mogelijk in Victoria)                              |
| Cyclodomorphus celatus     | Shea & Miller, 1995      | Australië (West-Australië)                                                               |
| Cyclodomorphus gerrardii   | Gray, 1845               | Australië (New South Wales, Queensland)                                                  |
| Cyclodomorphus maximus     | Storr, 1976              | Australië (West-Australië)                                                               |
| Cyclodomorphus melanops    | Stirling & Zietz, 1893   | Australië (Noordelijk Territorium, Queensland, West-Australië, Zuid-Australië)           |
| Cyclodomorphus michaeli    | Wells & Wellington, 1984 | Australië (New South Wales, Victoria)                                                    |
| Cyclodomorphus praealtus   | Shea, 1995               | Australië ( Victoria)                                                                    |
| Cyclodomorphus venustus    | Shea & Miller, 1995      | Australië (New South Wales, Queensland, Zuid-Australië)                                  |